# Luigi Pedrazzini
Luigi Pedrazzini (* 4. März 1953 in Locarno; heimatberechtigt in Campo (Vallemaggia)), genannt Gigio, ist ein Schweizer Journalist, Politiker und Mitglied der Tessiner Kantonsregierung (Christlichdemokratische Volkspartei (CVP)).

## Biografie
Er studierte Jurisprudenz an der Universität Zürich und arbeitete seit 1992 als Advokat und Journalist (Chefredaktor der Zeitung Popolo e Libertà). 1983 trat er in die Verwaltung der "Società Elettrica Sopracenerina SA" in Locarno ein, wo er seit 1986 Präsident des Verwaltungsrates ist. 1999 wurde er zum Staatsrat des Kantons Tessin gewählt. Von 1999 bis 2011 war er Vorsteher des Departements für Justiz, Sicherheit und Inneres (Dipartimento delle istituzioni); 2001, 2006, 2010 präsidierte er den Staatsrat.
Am 31. August 2009 nominierte die Tessiner Kantonalsektion der CVP Pedrazzini als Nachfolger von Bundesrat Pascal Couchepin zuhanden der CVP/EVP/glp-Bundeshausfraktion.
Am 1. Januar 2012 übernahm er das Präsidium der Società cooperativa per la Radiotelevisione svizzera di lingua italiana (Corsi) und wurde zum Verwaltungsrat der SRG SSR gewählt.